# 중국의 코로나19 허위정보
중화인민공화국 정부는 COVID-19의 중국 내 출현을 축소하고, 그 기원과 전 세계로의 확산에 대해 허위 정보를 퍼뜨려왔다. 베이징과 친중 인사들은 COVID-19에 대한 허위정보와 음모론을 확대하기도 했다.

## 초기 대응

### 초기 징후 축소
초기 몇 주 동안, 대중에게 미치는 위험은 축소되었고, 그로 인해 우한 주민 1,100만 명은 바이러스에 대해 알지 못한 채 노출되었다. 정치적 동기가 지방 관리들이 공개적으로 알리는 것을 꺼린 이유 중 하나로 지목되었으며, 그들은 “1월 연례 회의를 준비하고 있었다.” COVID 사례가 증가하고 있었음에도 불구하고, 관리들은 여전히 “더 이상의 감염은 없을 것”이라고 발표하였다.
2020년 3월 인터뷰에서, 우한 중앙병원 응급의료부 책임자인 아이펀은 “상부로부터... 우한시 보건위원회가 의료진에게 바이러스나 그로 인한 질병에 대해 어떤 것도 공개하지 말라는 지침을 내렸고, 이는 공황을 방지하기 위한 조치였다”고 말했다.
크리스 버클리와 스티븐 리 마이어스는 뉴욕타임스에서 “정부의 초기 전염병 대응은 바이러스가 단단히 자리를 잡도록 하였으며, 중요한 시점마다 관리들은 대중의 불안과 정치적 망신을 피하기 위해 위기를 정면으로 대면하기보다는 비밀 유지와 질서를 택했다”고 썼다.
2020년 여름까지 중국은 바이러스를 대체로 통제하였다. 2020년 12월, BBC 뉴스는 중국 국영 언론과 온라인 검열이 어떻게 부정적인 정보를 억누르고 보도 내용을 선전화했는지를 다룬 회고 기사를 실었다.

### 의료진 침묵 강요
리원량은 우한 중앙병원의 안과 의사였다. 2019년 12월 30일, 그는 SARS와 유사한 바이러스 환자 7건을 확인하였다. 그는 동료 의사들에게 감염을 막기 위해 보호복을 착용하라는 메시지를 단체 채팅방에 보냈다. 이후 그는 다른 7명의 의사와 함께 공안국에 소환되어 “사회 질서를 혼란케 하는 허위 발언을 했다”는 내용의 문서에 서명하라는 요구를 받았다. 중국 외과의사이자 과학 칼럼니스트인 왕광바오는 1월 1일 무렵 의료계에서는 SARS 유사 바이러스의 확산을 의심했지만, 경찰의 경고로 인해 공개적인 논의는 자제되었다고 밝혔다. 리원량은 후에 바이러스로 인해 사망하였고, 중국 정부는 그의 가족에게 사과하며 경고장을 철회하였다.
한 간호사는 1월 초, 의사와 간호사들 역시 감염되고 있다는 사실을 알아차렸다고 말했다. 병원 관리들은 시 정부와 보건위원회에 장시간 전화했지만, 의료진은 공황을 유발할 수 있다는 이유로 보호 장비 착용을 허락받지 못했다. 보건 및 거버넌스 전문가들은 대부분의 책임이 고위층에 있으며, 중국에서는 지방 당국이 부정적인 뉴스를 보고하면 처벌받을 수 있다고 지적하였다.

### 시민 기자 체포 및 실종
2020년 12월 기준, 코로나19 초기 발병 보도를 했다는 이유로 최소 47명의 언론인이 중국에서 구금되어 있었다.
시민 기자 천추시는 2020년 1월 23일부터 우한에서 발병을 보도하기 시작했으며, 2월 6일 실종되었다. 9월 24일, 한 친구가 그가 발견되었으며 “특정 정부 부서”의 감독을 받고 있으나, 야당과 접촉하지 않았기 때문에 기소되지는 않을 것이라고 전했다.
시민 기자 팡빈은 발병 당시 우한의 상황을 SNS로 여러 차례 보도하였다. 그는 2020년 2월 여러 차례 체포되었고, 마지막 체포는 2월 9일이었다. 2020년 9월 현재, 그는 대중 앞에 다시 모습을 드러내지 않았다.
리저화는 2020년 2월 우한에서 발병을 보도하고 있었다. 2월 26일, 생중계 도중 당국에 붙잡혔으며, 4월 22일 짧은 성명을 발표하며 “인간의 마음은 실수를 저지르기 쉽다”는 속담을 인용하였다. 그의 친구는 당국으로부터 해당 성명을 요구받았을 가능성이 있다고 말했다.
또 다른 시민 기자 장잔은 2020년 5월 이후 SNS에서 정보 공유를 중단하였다. 12월 28일, 그녀는 4년형을 선고받았다. 그녀의 변호사에 따르면, 그녀는 “시비를 걸고 문제를 일으킨 혐의”로 유죄 판결을 받았다.

### 초기 대응
중국 국가위생건강위원회는 발병 초기, 인간 간 전염에 대한 “명확한 증거”가 없다고 발표하였다. 그러나 이 시기 의료진과 다른 보건 관계자들은 인간 간 전염이 광범위하게 발생하고 있음을 이미 인지하고 있었으나, 이를 공공연하게 표현하는 것은 금지되었다. 중국 정부는 2020년 1월 20일까지 인간 간 전염이 입증되지 않았다는 입장을 고수했으며, 그 날에야 이를 공식적으로 인정하였다. 2020년 1월 29일에 발표된 연구에 따르면, 공식적으로 확인된 사례 중 일부는 2019년 12월부터 이미 인간 간 전염이 시작되었을 가능성이 있으며, 이러한 연구 결과의 공개가 1월 초가 아닌 말에 이뤄졌다는 점이 보건 당국에 대한 비판을 불러일으켰다. 보건 관계자 중 한 명인 왕광파는 “인간 간 전염 여부에 대한 불확실성이 있었다”고 말했으며,[21] 그는 이 발언 후 10일 이내에 환자로부터 감염되었다.
2020년 1월 26일, 중국 공산당 중앙위원회의 공식 기관지 인민일보의 편집장은 후선산 병원의 첫 건물이 단 16시간 만에 완공되었다고 트윗을 통해 주장하였다. 그러나 다음 날 데일리 비스트는 해당 트윗의 사진이 실제 병원이 아닌, 허난 K-홈 스틸 구조회사가 판매하는 모듈식 컨테이너 건물의 마케팅 사진임을 보도하였다. 휴먼라이츠워치의 한 연구원은 이 게시물이 중국 정부의 대응을 과장하기 위한 허위정보 캠페인의 일환이라고 주장했다. 해당 트윗은 삭제되었고, 후선산 병원에서 모듈식 건물을 조립하는 영상을 첨부하여 “16시간 내 첫 건물 완공”이라는 설명과 함께 다시 게시되었다.
2020년 2월 15일, 중국 최고 지도자이자 공산당 총서기인 시진핑은 한 기사에서 자신이 2020년 1월 7일에 이 전염병을 처음 인지하였으며, 같은 날 질병 확산을 억제하기 위한 조치를 요청했다고 주장하였다. 그러나 1월 7일 회의에 대한 당초의 공개 발표에서는 전염병에 관한 언급이 없었으며, 시의 주장은 증거로 뒷받침되지 않았다.

## 다발성 기원설의 확산
중국 정부는 COVID-19가 우한에서만 발생한 것이 아니라 2019년 가을 세계 여러 지역에서 발생했을 수 있다고 반복적으로 주장해왔다.
2020년 3월, 워싱턴 포스트는 중국 국영 언론과 SNS 게시글을 검토한 결과, 중국 사용자 사이에서 퍼지고 있는 반미 음모론이 “설명되지 않은 공식 성명, SNS의 증폭, 검열, 그리고 국영 언론 및 정부 당국자들의 의도적인 의심 조장”을 통해 확산되고 있음을 발견하였다.
2020년 3월, 중국 국영 언론은 바이러스 확산이 우한 이전에 이탈리아에서 시작되었을 수 있다는 이론을 퍼뜨렸으며, 이탈리아 의사 주세페 레무치가 NPR과의 인터뷰에서 2019년 11월과 12월에 비정상적인 폐렴 사례가 있었다고 언급한 내용을 인용하였다. 이후 레무치는 자신의 발언이 “왜곡되었다”고 밝혔다.
2020년 11월, 중국 국영 언론은 세계보건기구(WHO) 긴급대응 책임자 마이클 라이언의 발언을 오도하여 바이러스가 중국 외부에서 시작되었을 수 있다고 추측하였다. 라이언은 2020년 11월 27일 로이터와의 인터뷰에서 “공중보건적 관점에서 조사를 시작하는 곳은 인간 감염이 처음 발생한 지역이어야 한다”며, WHO가 바이러스의 기원을 조사하기 위해 중국에 조사단을 파견할 것이라고 밝혔다.
2020년 12월, 중국 국영 언론은 독일 할레 생물보안연구소 소장 알렉산더 케쿨레의 연구를 오도하여 바이러스가 이탈리아에서 발생했다는 식으로 보도하였다. 신화통신, 차이나데일리, 중국중앙텔레비전(CGTN) 등은 케쿨레가 ZDF와의 인터뷰에서 말한 “전 세계적으로 확산된 코로나바이러스의 99.5%가 북부 이탈리아에서 유래한 변종”이라는 발언을 인용하였다. 후속 인터뷰에서 케쿨레는 자신의 발언이 왜곡되었다며, 중국 언론의 보도를 “순수한 선전”이라고 비판하였다.
2020년 12월, 인민일보는 중국과학원 소속 과학자들이 작성한 연구를 인용하여 인간 간 전염이 우한 발병 3~4개월 전 인도 아대륙에서 처음 발생했다고 주장하였다. 이 연구는 동료 검토를 거치지 않았으며, SSRN 사전 인쇄 플랫폼에 게시되었다가 저자 요청으로 삭제되었다.

### 화난 시장 면봉 검사
참조: 화난(華南) 생 동물 시장, 그리고 일반적인 너구리(Common 너구리) § 코로나바이러스
해당 시장은 1월 1일에 폐쇄되었다. 시장 내 표면에서 면봉 샘플이 채취되었으나, 시장에 있던 동물들로부터 직접 채취한 샘플은 더 결정적인 증거가 될 수 있었음에도 불구하고 수집되지 못하였다. 이는 보건 당국인 중국질병통제센터(CDC)가 현장에 도착하기 전에 이미 동물들이 제거되었기 때문이다. 일부 중국 연구자들은 2022년 2월 화난 시장 면봉 샘플에 대한 분석을 사전 인쇄본으로 발표하였고, 그 분석에서 바이러스는 시장에 있었던 동물이 아닌 인간에 의해 유입되었을 가능성이 크다고 결론지었다. 그러나 이 분석의 생략된 부분들은 의문을 불러일으켰고, 원시 샘플 데이터는 아직 공개되지 않은 상태였다.
2023년 3월 4일, 화난 생동물 시장에서 채취된 면봉 샘플의 원시 데이터가 공개되었거나 유출되었다. 이전까지 중국 내 기관에 소속되지 않은 학자들은 어떤 원시 유전 데이터에도 접근할 수 없었는데, 이 샘플들 중 일부의 유전 정보가 국제 데이터베이스에 업로드되면서 가능해졌다. 이 데이터에 대한 예비 분석은 국제 연구 공동체에 의해 검토되었으며, 이는 바이러스가 동물 기원일 가능성, 특히 중간 숙주로 너구리(common raccoon-dog)가 관여되었을 가능성을 더욱 높이는 결과로 나타났다. 3월 14일, 국제 연구자 그룹은 WHO의 신종 병원체 기원 과학 자문그룹 회의에서 이 예비 분석 결과를 발표하였으며, 이 회의에는 중국의 COVID-19 연구자들도 참석하였다. 3월 17일, WHO 사무총장은 이 데이터가 3년 전 공유되었어야 한다고 지적하며, 중국에 더 높은 수준의 투명성을 요구하였다. 아직 공개되지 않은 추가 샘플 자료도 존재하는 것으로 알려졌다. WHO의 COVID-19 기술 책임자인 마리아 판커르크호버(Maria Van Kerkhove)는 해당 자료가 즉시 공개되어야 한다고 촉구하였다.

### 미 육군 및 포트 데트릭 기원설
2020년 3월 12일, 중국 외교부 대변인 자오리젠(Zhao Lijian)과 겅솽(Geng Shuang)은 기자회견에서 서방 권력이 코로나바이러스를 “생물학적으로 조작했을 가능성”을 언급하며, 미국 정부를 암시하였고 특히 미국 육군이 이 바이러스를 만들고 퍼뜨렸을 수 있다고 주장하였다.
2021년 1월, 화춘잉(Hua Chunying)은 자오리젠과 겅솽이 주장했던 음모론을 다시 제기하며 SARS-CoV-2 바이러스가 미국의 포트 데트릭(Fort Detrick) 군 생물학 연구소에서 시작되었을 수 있다고 하였다. 이 음모론은 중국의 SNS 플랫폼인 웨이보에서 빠르게 확산되었고, 화춘잉은 이를 트위터를 통해 반복적으로 언급하며 미국 정부에 포트 데트릭을 조사할 수 있도록 공개할 것을 요구하였다. 2021년 7월, 중국 외교부는 WHO에 포트 데트릭에 대한 조사를 촉구하였다. 2025년 4월, 중국 정부는 로이터 보도에 따르면 “COVID-19가 미국에서 시작되었을 가능성이 있다”는 주장을 다시 제기하였다.

### 반응
중국 외교부 대변인 겅솽은 미국이 생물무기를 만들었다는 주장을 전파하였다.
중국 정부는 자국의 초기 대응 실패를 축소하고 이미지 손상을 줄이기 위해 바이러스가 중국 외부에서 기원했다는 주장을 펴기 위한 강력한 노력을 기울였다는 증거가 있다. 중국 국영 언론은 알렉산더 케쿨레와 같은 학자들의 연구를 왜곡하여 바이러스가 중국이 아닌 이탈리아에서 기원한 것처럼 주장하였다. 또한 WHO 긴급대응 책임자 마이클 라이언의 발언도 왜곡하여 바이러스가 중국 외부에서 발생했을 수 있다는 식으로 보도하였다. CNN, 쿼츠, 워싱턴포스트, 파이낸셜타임스, AP 등 여러 언론은 중국 정부가 바이러스의 기원과 발병에 대한 의심을 퍼뜨리기 위한 조직적인 허위정보 캠페인을 벌였다고 보도하였다. 워싱턴포스트가 2020년 3월 초 중국 국영 언론 및 SNS 게시물을 검토한 결과, 반미 음모론은 “공식 발표의 모호성, SNS의 증폭, 검열, 그리고 국영 언론 및 정부 당국자들의 의심 조장”을 통해 확산되고 있었다. 미국 국무부 관계자들과 중국 문제 전문가 달리 양(Dali Yang)는 이 캠페인이 중국 정부의 위기 대응 실패로부터 주의를 돌리기 위한 시도였다고 분석하였다.
2020년 3월 12일 기자회견에서 중국 외교부 대변인 자오리젠과 겅솽은 코로나바이러스가 “서방 국가에 의해 생물학적으로 조작되었고” 미국, 특히 미 육군에 의해 퍼뜨려졌을 수 있다는 음모론을 제기하였다. 해당 주장에 대한 근거는 존재하지 않는다. 자오리젠은 이러한 음모론을 트위터에서도 확산시켰으며, 이는 중국 본토에서는 접속이 차단된 플랫폼이지만 중국 정부 관료들은 공공 외교 수단으로 트위터를 사용하여 정부를 홍보하고 비판을 방어한다. 주남아공 중국 대사 또한 이 주장을 트위터에서 반복하였다.
중국의 "의도적 허위정보 캠페인"은 주요 7개국(G7) 사이에서 논의되었으며, 미국 국무부는 이러한 중국 당국의 “위험하고 터무니없는” 음모론 유포를 비난하였다. 미국은 중국 주재 대사인 추이톈카이를 불러 “엄중한 항의”를 전달하였으며, 추이 대사는 2월 한 인터뷰에서는 미군 음모론을 “말도 안 된다”고 부정했지만 3월 중순에는 또 다른 음모론에 동조하였다.
2020년 4월, 옵저버는 중국 정부가 바이러스 기원에 관한 연구의 발표를 통제하고 있으며, 모든 관련 논문은 과학기술부의 사전 검토를 받아야 출판될 수 있다고 보도하였다. CNN도 이러한 중앙정부의 통제를 다룬 기사를 내보내며, 한 중국 연구자가 “이것은 중국 정부의 조직적인 내러티브 통제 시도이며, 마치 발병이 중국에서 시작되지 않은 것처럼 보이게 하려는 의도”라고 익명으로 말했다고 전했다.
2020년 5월, 트위터는 중국 정부 계정이 바이러스가 미국에서 기원했으며 미국인이 중국에 가져왔다는 허위 주장을 담은 게시물 두 건에 사실 확인 라벨을 부착하였다. 2020년 11월, 인민일보는 COVID-19가 “수입된” 것이라는 잘못된 주장을 게재하였다. 2021년 10월, 옥스퍼드 대학교 연구자는 중국 국영 언론 계정들이 바이러스가 미국 메인 주의 바닷가재에서 유래했다는 이론을 퍼뜨렸다고 밝혔다. 2022년 3월, 차이나데일리와 글로벌타임스는 영국의 음모론 웹사이트 The Exposé가 작성한, COVID-19가 모더나에 의해 만들어졌다는 허위 주장을 담은 기사를 재게시하였다.

## 기타 잘못된 정보

### 중국 전통 의학
베이징은 COVID-19의 치료 방법으로 중국 전통 의학(TCM)을 옹호하였다. 2020년 6월 초, 중국 국무원 정보판공실은 『코로나19 퇴치: 행동하는 중국』이라는 제목의 백서를 발간했는데, 이 백서에서는 COVID-19 예방, 통제 및 치료를 위한 계획을 상세히 설명하면서 한의학과 현대 의학을 통합한 의료 서비스를 포함시켰다. 백서에서는 “모든 확진 사례의 92퍼센트가 중국 약초 제제 및 약물을 투여” 받았으며, 후베이성에서는 확진 환자의 90퍼센트가 효과가 입증된 한의학 치료를 받았다고 기술하고 있다.
한의학 지지자들은 그 사용에 단점이 없다고 주장하지만, 미국 국립보건원(National Institutes of Health)은 한의학이 일부 증상을 완화할 수는 있지만 COVID-19에 대한 전반적인 효능은 결정적이지 않다고 본다. 영국에 기반을 둔 은퇴한 보완의학 연구자인 에드자드 에른스트(Edzard Ernst)는 『네이처』(Nature) 저널에서 “TCM에 대한 신뢰할 만한 증거가 없기 때문에, 그 사용은 정당화될 수 없을 뿐만 아니라 위험하다”고 말했다.

### 카자흐스탄 바이러스
2020년 7월, 카자흐스탄에서 COVID-19와 함께 더 치명적인 바이러스가 출현했다는 잘못된 정보가 카자흐스탄 주재 중국 대사관 경제상업판공실로부터 나왔다. 이 잘못된 정보는 신화통신에 의해 포착되어 다른 중국 매체를 통해 국제적으로 확산되었다.

### 화이자-바이오엔테크 COVID-19 백신
2021년 1월, CGTN과 『글로벌타임스』를 포함한 중국 관영 및 공산당 계열 매체들은 화이자-바이오엔테크 백신의 효능에 의문을 제기하며, 노르웨이와 독일에서 백신 접종 후 사망한 고령자들에 대해 조사를 촉구하였다. 로이터 통신에 따르면 이 보도는 “사망자 수를 의도적으로 축소하고”, “화이자 백신을 홍보하며, 중국 백신에 대한 비방과 중국 백신의 ‘성숙한 기술’이 상대적으로 더 안전하다는 선전을 펼쳤다”고 밝혔다.
2021년 4월, 유럽대외행동서비스(European External Action Service)는 중국 국영 매체가 백신 부작용을 “선택적으로 강조”하고, 서양 백신이 안전하지 않다는 인식을 주기 위해 “맥락 정보나 진행 중인 연구를 무시”했다고 비판한 보고서를 발표했다.

## 양안 분쟁의 일환으로
※ 본 문단은 “COVID-19 misinformation § False information targeting Taiwan”에서 발췌되었음.
2020년 2월, 타이완 중앙통신사는 페이스북에 타이완에서 팬데믹이 통제 불능 상태이며, 타이완 정부가 총 확진자 수를 은폐하고 있고, 차이잉원 총통이 감염되었다는 허위 정보가 대량으로 게시되었다고 보도하였다. 타이완의 사실검증 단체는 이 허위 정보가 간체자와 중국 본토 어휘를 사용하고 있어 중국 본토의 영향력이 의심된다고 주장하였다. 이 단체는 이러한 허위 정보의 목적이 타이완 정부를 공격하는 것이라며 경고하였다.
2020년 3월, 타이완 법무부 수사국은 중국이 타이완 정부의 공식 보고를 가짜 뉴스로 묘사함으로써 사실 기반 보도에 대한 신뢰를 떨어뜨리려 한다고 경고하였다. 타이완 당국은 해당 메시지가 중국 공산당의 지시에 따라 이루어진 것인지 추적하기 위해 가능한 모든 수단을 동원하라는 명령을 받았다. 이에 대해 중국 국무원 타이완사무판공실은 해당 주장이 거짓이라고 부인하며, 타이완 민주진보당이 양측 간 “증오를 선동하고 있다”고 주장하였다. 그들은 이어 “민진당은 계속해서 바이러스를 정치적으로 조작하고 있다”고 비난하였다. 워싱턴포스트에 따르면, 중국은 수십 년간 타이완을 대상으로 조직적인 허위정보 캠페인을 지속해 왔다.
미래연구소(Institute for the Future) 산하 디지털 인텔리전스 랩(Digital Intelligence Lab)의 연구 책임자인 닉 모나코(Nick Monaco)는 허위 게시물을 분석한 결과, 대부분이 국가가 아닌 일반 중국 사용자들에 의해 게시된 것으로 보인다고 결론지었다. 그러나 그는 이러한 정보들이 중국의 만리방화벽(Great Firewall)을 넘어 확산되도록 허용한 중국 정부의 판단은 “악의적”이라고 평가하였다. 타이완 뉴스에 따르면, 허위정보 사례 4건 중 1건은 중국과 관련이 있는 것으로 여겨진다.
2020년 3월, 주타이완 미국연구소(American Institute in Taiwan)는 코로나19와 관련된 허위정보에 대응하기 위해 타이완 팩트체크 센터(Taiwan FactCheck Center)와 협력하기로 발표하였다.

## 국제적 대응
2020년 3월 25일, G7 회원국들은 중국의 ‘의도적인 허위 정보 캠페인’에 대해 논의하였다.
2020년 3월 17일, CGTN은 국경 없는 기자회(Reporters Without Borders)가 COVID-19 팬데믹 관련 허위정보로 분류한 아랍어 영상을 방영하였다.
2021년 8월, 스위스 연방 외교부는 중국 국영 언론에 대해 미국이 WHO에 팬데믹의 책임을 중국에 돌리도록 압력을 가했다는 스위스 생물학자 인용 보도를 삭제해 달라고 요청하였다.

## 참고문헌
1. ↑  cook, sarah (2020년 5월 11일). “Welcome to the New Era of Chinese Government Disinformation”. 《THE DIPLOMAT》. 2021년 2월 8일에 확인함.
2. ↑  wong, Edward; Matthew, Rosenberg; Julian, Barnes. “Chinese Agents Helped Spread Messages That Sowed Virus Panic in U.S., Officials Say”. 《The New York Times》. 2021년 2월 8일에 확인함.
3. ↑  Kinetz, Erika (2021년 2월 15일). “Anatomy of a conspiracy: With COVID, China took leading role”. 《Associated Press》. 2021년 2월 19일에 확인함.
4. 1 2 3  Buckley, Chris; Myers, Steven Lee (2020년 2월 1일). “As New Coronavirus Spread, China's Old Habits Delayed Fight”. 《The New York Times》. ISSN 0362-4331. 2025년 5월 21일에 확인함.
5. ↑  “The 'Occam's Razor Argument' Has Not Shifted in Favor of a Lab Leak”. 《Snopes》. 2021년 7월 16일. 2021년 7월 19일에 확인함.
6. ↑  Lancet. “COVID-19 and China: lessons and the way forward”. 《Lancet》. doi:10.1016/S0140-6736(20)31637-8. PMC 7377676. PMID 32711779.
7. ↑  “China Covid-19: How state media and censorship took on coronavirus”. 《BBC News》. 2020년 12월 29일. 2021년 1월 30일에 확인함.
8. ↑  “Early missteps and state secrecy in China probably allowed the coronavirus to spread farther and faster”. 《The Washington Post》. 2021년 12월 24일.
9. ↑  “Li Wenliang: Coronavirus kills Chinese whistleblower doctor”. 《BBC News》. 2020년 2월 7일. 2021년 1월 30일에 확인함.
10. ↑  Davidson, Helen (2020년 3월 20일). “Chinese inquiry exonerates coronavirus whistleblower doctor”. 《The Guardian》. ISSN 0261-3077. 2025년 5월 21일에 확인함.
11. ↑  “Wuhan officials face questions, anger over virus response”. 《Associated Press》. 2021년 4월 29일. 2021년 12월 24일에 확인함.
12. ↑  Nectar Gan and James Griffiths (2020년 12월 28일). “Chinese journalist who documented Wuhan coronavirus outbreak jailed for 4 years”. 《CNN》. 2020년 12월 29일에 확인함.
13. ↑  Kuo, Lily (2020년 2월 10일). “Coronavirus: journalist missing in Wuhan as anger towards Chinese authorities grows”. 《The Guardian》. ISSN 0261-3077. 2025년 5월 21일에 확인함.
14. 1 2  Davidson, Helen (2020년 9월 24일). “Wuhan Covid journalist missing since February found, says friend”. 《The Guardian》. ISSN 0261-3077. 2025년 5월 21일에 확인함.
15. ↑  Kuo, Lily (2020년 4월 22일). “Missing Wuhan citizen journalist reappears after two months”. 《The Guardian》. ISSN 0261-3077. 2025년 5월 21일에 확인함.
16. ↑  “Missing citizen journalist Li Zehua back online after 'quarantine'”. 《South China Morning Post》. 2020년 4월 23일. 2020년 6월 1일에 확인함.
17. ↑  Oxner, Reese (2020년 12월 29일). “U.S. And EU Condemn Jailing Of Lawyer Who Reported On Coronavirus In Wuhan”. 《NPR》. 2021년 12월 24일에 확인함.
18. 1 2  “Paper on human transmission of coronavirus sets off social media storm in China”. 《South China Morning Post》. 2020년 1월 31일. 2020년 3월 5일에 확인함.
19. ↑  “Covid-19: Five days that shaped the outbreak”. 《BBC News》 (영어). 2021년 1월 26일. 2021년 2월 14일에 확인함.
20. ↑  Kuo, Lily (2020년 1월 21일). “China confirms human-to-human transmission of coronavirus”. 《The Guardian》. 2020년 4월 19일에 확인함.
21. ↑  “卫健委专家组成员王广发回应"可防可控”. 《new.qq.com》. 2020년 3월 2일에 확인함.
22. ↑  “上央视称疫情可控 中共专家自己中招被隔离 – 万维读者网”. 《news.creaders.net》. 2020년 3월 2일에 확인함.
23. ↑  “The Chinese Government Is Spreading Coronavirus Disinformation”. 《The Daily Beast》. 2020년 1월 27일. 2021년 4월 20일에 확인함.
24. ↑  @zlj517 (27 January 2020). "Lijian Zhao" (Tweet) – via Twitter.
25. ↑  “習近平「1月7日に感染対策指示」は虚偽か”. 《Yahoo! News (in Japanese)》. 2020년 2월 16일. 2020년 2월 16일에 원본 문서에서 보존된 문서. 2020년 2월 16일에 확인함.
26. ↑  “Did Xi Jinping know about the coronavirus outbreak earlier than first suggested?”. 《CNN》. 2020년 2월 19일. 2020년 2월 28일에 확인함.
27. ↑  Sudworth, John (2021년 1월 23일). “Wuhan marks its anniversary with triumph and denial”. 《BBC News》. 2021년 4월 3일에 확인함.
28. 1 2 3  “Chinese media step up campaign to muddy probe into Covid origins”. 《Financial Times》. 2020년 11월 26일. 2020년 11월 26일에 확인함.
29. 1 2  Molter, Vanessa; DiResta, Renee (2020년 6월 8일). “Pandemics & propaganda: how Chinese state media creates and propagates CCP coronavirus narratives”. Harvard Kennedy School Misinformation Review. doi:10.37016/mr-2020-025. 2021년 2월 8일에 확인함.
30. ↑  Shih, Gerry. “Conspiracy theorists blame U.S. for coronavirus. China is happy to encourage them”. 2021년 1월 24일에 확인함.
31. ↑  Staff, Quartz (2020년 3월 24일). “An Italian doctor is now key to China's efforts to sow confusion over the coronavirus's origins”. Quartz. 2021년 1월 24일에 확인함.
32. ↑  Beijing, Didi Tang (2020년 3월 26일). “Beijing twisted my words on coronavirus's Italian origin, says scientist Giuseppe Remuzzi”. 2021년 1월 24일에 확인함.
33. ↑  Hernández, Javier C. (2020년 12월 6일). “China Peddles Falsehoods to Obscure Origin of Covid Pandemic”. 《The New York Times》. 2021년 1월 24일에 확인함.
34. ↑  “WHO says would be 'highly speculative' to say COVID did not emerge in China”. 《Reuters》. 2020년 11월 27일. 2021년 1월 24일에 확인함.
35. ↑  Hernández, Javier C. “'Pure propaganda': China pushes case that coronavirus began elsewhere”. 《The Irish Times》. 2021년 1월 24일에 확인함.
36. ↑  “Kekulé wehrt sich gegen Vereinnahmung durch China”. 《www.zdf.de》. 2021년 1월 24일에 확인함.
37. ↑  “Pure propaganda': German scientist rebuts Chinese media on Covid origin”. Hindustan Times. 2020년 12월 14일. 2021년 1월 24일에 확인함.
38. ↑  Hua, Sha (2020년 12월 8일). “China Floats Covid-19 Theories That Point to Foreign Origins, Frozen Food”. The Wall Street Journal. 2021년 1월 19일에 확인함.
39. 1 2 3  “Unearthed genetic sequences from China market may point to animal origin of COVID-19”. 《www.science.org》. 2023년 3월 23일에 확인함.
40. 1 2 3 4 5  Mueller, Benjamin (2023년 3월 17일). “New Data Links Pandemic's Origins to Raccoon Dogs at Wuhan Market”. The New York Times. 2023년 3월 23일에 확인함.
41. 1 2 3 4 5 6 7 8 9  Wu, Katherine J (2023년 3월 17일). “The Strongest Evidence Yet That an Animal Started the Pandemic”. 《The Atlantic》. 2023년 3월 17일에 확인함.
42. ↑  Zimmer, Carl (2022년 3월 21일). “He Goes Where the Fire Is': A Virus Hunter in the Wuhan Market”. The New York Times. 2023년 3월 23일에 확인함.
43. ↑  “Chinese diplomat promotes conspiracy theory that US military brought virus to Wuhan - CNN”. CNN. 2020년 3월 18일. 2020년 3월 18일에 원본 문서에서 보존된 문서. 2021년 1월 24일에 확인함.
44. ↑  Li, Jane (2021년 1월 20일). “China's gift for the Biden inauguration is a conspiracy theory about Covid-19's US origins”. 《Quartz》. 2021년 1월 21일에 확인함.
45. ↑  Davidson, Helen (2021년 1월 20일). “China revives conspiracy theory of US army link to Covid”. 《The Guardian》. 2021년 1월 24일에 확인함.
46. ↑  “China shifts focus to Fort Detrick in rebuff to WHO proposal”. UPI. 2021년 7월 24일에 확인함.
47. ↑  Chen, Xiuhao; Wang, Ethan; Cash, Joe (2025년 4월 30일). “China suggests COVID-19 originated in US in response to Trump allegation”. Reuters. 2025년 4월 30일에 확인함.
48. ↑  Hernández, Javier C (2020년 12월 6일). “China Peddles Falsehoods to Obscure Origin of Covid Pandemic”. The New York Times. 2021년 1월 23일에 확인함.
49. 1 2 3  Rogin, Josh (2020년 3월 18일). “China's coronavirus propaganda campaign is putting lives at risk”. The Washington Post. 2020년 3월 18일에 확인함.
50. 1 2 3 4  Westcott, Ben; Jiang, Steven (2020년 3월 13일). “Chinese diplomat promotes conspiracy theory that US military brought coronavirus to Wuhan”. CNN. 2020년 3월 18일에 확인함.
51. ↑  “An Italian doctor is now key to China's efforts to sow confusion over the coronavirus's origins”. Quartz. 2020년 3월 24일. 2020년 11월 25일에 확인함.
52. ↑  Kinetz, Erika (2021년 2월 15일). “Anatomy of a conspiracy: With COVID, China took leading role”. Associated Press. 2021년 2월 18일에 확인함.
53. 1 2  Shih, Gerry (2020년 3월 5일). “Conspiracy theorists blame U.S. for coronavirus. China is happy to encourage them”. The Washington Post.
54. 1 2 3  Tandon, Shaun (2020년 3월 16일). “US summons Chinese ambassador over 'dangerous and ridiculous' coronavirus conspiracy theory”. Agence France-Presse. 2020년 3월 18일에 확인함.
55. ↑  Molter, Vanessa; Webster, Graham (2020년 3월 31일). “Virality Project (China): Coronavirus Conspiracy Claims”. Freeman Spogli Institute for International Studies. Stanford University. 2020년 11월 26일에 확인함.
56. ↑  Cheng, Ching-Tse (2020년 3월 13일). “China's foreign ministry accuses US military of bringing virus to Wuhan”. Taiwan News. 2020년 3월 13일에 확인함.
57. ↑  Griffiths, James (2020년 3월 18일). “Trump and Beijing agree on the coronavirus crisis: It's someone else's fault”. CNN. 2020년 3월 18일에 확인함.
58. ↑  Yuwen, Cheng; Zhan, Qiao (2020년 3월 28일). “US Pushes Back Against Russian, Chinese, Iranian Coronavirus Disinformation”. Voice of America. 2020년 3월 28일에 확인함.
59. ↑  Mohammed, Arshad; Brunnstrom, David (2020년 3월 25일). “Pompeo says G7 discussed China's coronavirus 'disinformation'”. Reuters. 2020년 3월 31일에 확인함.
60. ↑  Swan, Jonathan; Allen-Ebrahimian, Bethany (2020년 3월 22일). “Top Chinese official disowns U.S. Military lab coronavirus conspiracy”. 《Top Chinese official disowns U.S. Military lab coronavirus conspiracy》. Axios. 2020년 4월 27일에 확인함.
61. ↑  Kirchgaessner, Stephanie; Graham-Harrison, Emma; Kuo, Lily (2020년 4월 11일). “China clamping down on coronavirus research, deleted pages suggest”. The Observer. ISSN 0029-7712. 2020년 11월 26일에 확인함.
62. ↑  Gan, Hu and Watson, Nectar, Caitlin and Ivan (2020년 4월 16일). “Beijing tightens grip over coronavirus research, amid US-China row on virus origin”. CNN. 2020년 5월 25일에 확인함.
63. ↑  Fernandez, Marisa (2020년 5월 28일). “Twitter fact-checks Chinese official's claims that coronavirus originated in U.S.”. Axios. 2020년 6월 3일에 원본 문서에서 보존된 문서. 2020년 6월 1일에 확인함.
64. ↑  Graham-Harrison, Emma; McKie, Robin (2020년 11월 29일). “A year after Wuhan alarm, China seeks to change Covid origin story”. The Observer. ISSN 0029-7712. 2020년 11월 30일에 확인함.
65. ↑  Palmer, James ((25 November 2020). “How Will Biden's Team Handle China?”. Foreign Policy. 25 November 2020에 확인함.
66. ↑  “China-linked disinformation campaign blames Covid on Maine lobsters”. NBC News. 2021년 10월 21일. 2021년 10월 28일에 확인함.
67. ↑  Cockerell, Isobel (2022년 3월 25일). “British homegrown conspiracies get Beijing's stamp of approval”. Coda Media. 2022년 6월 21일에 확인함.
68. ↑  Zhang, Legu; Echols, William (2022년 4월 1일). “Made by Moderna? China Spreads Yet Another Debunked COVID-19 Conspiracy Theory”. Polygraph.info. 2022년 7월 8일에 확인함.
69. 1 2  “Covid-19: China pushes traditional remedies amid outbreak”. BBC News. 2020년 6월 28일. 2021년 1월 24일에 확인함.
70. ↑  “China is encouraging herbal remedies to treat COVID-19. But scientists warn against it”. NBC News. 2021년 2월 12일에 확인함.
71. 1 2  “Full Text: Fighting COVID-19: China in Action - English.news.cn”. Xinhua. 2017년 3월 21일. 2021년 1월 21일에 원본 문서에서 보존된 문서. 2021년 2월 12일에 확인함.
72. ↑  Kenderdine, Tristan. “China Missteps With Wild Allegation of a 'New' Deadly Pneumonia in Kazakhstan”. The Diplomat. 2020년 7월 19일에 확인함.
73. ↑  “Chinese media criticise Pfizer COVID-19 vaccine, tout local shots”. Reuters. 2021년 1월 20일. 2021년 2월 9일에 확인함.
74. ↑  “EEAS Special Report Update: Short Assessment of Narratives and Disinformation Around the COVID-19 Pandemic (Update December 2020 - April 2021)”. EUvsDisinfo,European External Action Service. 2021년 4월 28일. 2021년 4월 28일에 확인함.
75. ↑  Emmott, Robin (2021년 4월 28일). “Russia, China sow disinformation to undermine trust in Western vaccines, EU report says”. Reuters. 2021년 4월 28일에 확인함.
76. ↑  “武漢肺炎疫情謠言多 事實查核中心指3大共同點”. Central News Agency. 2020년 2월 26일. 2020년 2월 28일에 확인함.
77. ↑  “Virus Outbreak: Chinese trolls decried for fake news”. Taipei Times. 2020년 2월 28일. 2020년 3월 12일에 확인함.
78. ↑  “Taiwan accuses China of waging cyber 'war' to disrupt virus fight”. Reuters. 2020년 2월 29일. 2020년 3월 12일에 확인함.
79. ↑  Lee Y, Blanchard B (2020년 3월 3일). “'Provocative' China pressures Taiwan with fighters, fake news amid virus outbreak”. Reuters. 2020년 3월 5일에 확인함.
80. ↑  Fifield A. “Russia's disinformation campaign in the U.S. has nothing on China's efforts in Taiwan”. The Washington Post. 2023년 3월 1일에 원본 문서에서 보존된 문서. 2023년 3월 1일에 확인함.
81. ↑  “With Odds Against It, Taiwan Keeps Coronavirus Corralled”. NPR. 2020년 3월 13일. 2020년 3월 28일에 확인함.
82. ↑  “One-fourth of coronavirus misinformation in Taiwan comes from Chinese trolls: CIB”. Taiwan News. 2020년 3월 25일. 2020년 3월 31일에 확인함.
83. ↑  Yun-yu C, Mazzetta M (2020년 3월 27일). “AIT partners with local group to combat COVID-19 disinformation”. Focus Taiwan. 2020년 3월 28일에 확인함.
84. ↑  “Pompeo says G7 discussed China's coronavirus 'disinformation'”. Reuters. 2020년 3월 25일. 2021년 1월 24일에 확인함.
85. ↑  Wong, Edward; Rosenberg, Matthew; Barnes, Julian E. (2020년 4월 22일). “Chinese Agents Helped Spread Messages That Sowed Virus Panic in U.S., Officials Say”. The New York Times. ISSN 0362-4331. 2020년 4월 22일에 확인함.
86. ↑  Lipin, Michael; Lu, Liyuan; Samadbeygi, Behrooz; Jedinia, Mehdi (2020년 3월 24일). “Iran, China Amplify Each Other's Allegations of US Coronavirus Culpability”. Voice of America. 2020년 4월 22일에 확인함.
87. ↑  Mudie, Luisetta, ed (2020년 4월 21일). “Press Group Warns of China's Coronavirus Misinformation War”. Radio Free Asia. 2020년 4월 22일에 확인함.
88. ↑  Davidson, Helen (2021년 8월 11일). “Chinese media in fake news claims over Swiss scientist critical of US”. The Guardian. 2021년 8월 14일에 확인함.
89. ↑  “Swiss ask Chinese media to pull quotes from 'fake' citizen”. Associated Press. 2021년 8월 11일. 2021년 8월 14일에 확인함.
90. ↑  Dyer, Owen (2021년 8월 13일). “Covid-19: China pressured WHO team to dismiss lab leak theory, claims chief investigator”. BMJ. 2021년 8월 14일에 확인함.